# لاورينزانا
لاورينزانا (بالإيطالية: Laurenzana)‏ هي بلدية في مقاطعة بوتنسا في إقليم بازيليكاتا الإيطالي.

## السكان
في سنة 1861 بلغ عدد السكان 7٬588 نسمة، وتطور العدد ليصل في سنة 2011 لـ 1٬944 نسمة.
يظهر هذا المخطط البياني تطور النمو السكاني لـ لاورينزانا